# Erich Reiter
Erich Reiter (* 13. Juli 1944 in Fürstenfeld; † 10. Juni 2015) war ein österreichischer Jurist, Politikwissenschaftler und Ministerialbeamter.

## Leben

### Herkunft und Studium
Erich Reiter kam aus der Steiermark. Er besuchte die Schule in seiner Geburtsstadt und wurde mit der Steiermärkischen Landeskunde ausgezeichnet. Von 1963 bis 1972 studierte er Rechts- und Staatswissenschaften sowie Geografie, Geschichte und Volkswirtschaftslehre an der Universität Graz und Politikwissenschaften an der Universität Wien. 1969/70 war er Vorsitzender des Hauptausschusses der Österreichischen Hochschülerschaft an der Universität Graz. 1969 wurde er in Graz zum Dr. iur. promoviert und 1972 dann zum Dr. rer. pol. (Die föderalistische Funktion des österreichischen Bundesrates, eine Erörterung der Reformbestrebungen).
Reiter wurde während seines Studiums Mitglied der Grazer akademischen Burschenschaft Cheruskia, aus der er in späteren Jahren als Alter Herr allerdings wieder austrat.

### Beruflicher Werdegang
1972/73 absolvierte er den Präsenzdienst im Bundesheer. Seit 1989 ist er Wachtmeister der Reserve. Er war ab 1969 Richteramts- und Rechtsanwaltsanwärter und arbeitete bei der Steiermärkischen Sparkasse, der Arbeiterkammer NÖ, der Finanzlandesdirektion (Wien, NÖ und Burgenland) und dem Finanzamt Wien. 1977 wurde er stellvertretender Abteilungsleiter im Wissenschaftsministerium, 1980 wechselte er in die Abteilung Entwicklungshilfe ins Außenministerium. 1982/83 war er in der Abteilung Allgemeine Angelegenheiten der Entwicklungshilfe im Bundeskanzleramt tätig. Von 1984 bis 1989 gehörte er zudem dem Beirat für Entwicklungshilfe an.
Von 1983 bis 1985 war er Büroleiter des Verteidigungsministers Friedhelm Frischenschlager (FPÖ). Von 1986/87 leitete er die Präsidial- und Rechtssektion im Bundesministerium für Landesverteidigung. 1992 wurde er Sektionschef. Von 1997 bis 2006 war er Leiter des Militärwissenschaftlichen Büros (MWB) und Beauftragter für Strategische Studien. Von 2001 bis 2006 wurde er Direktionsleiter für Sicherheitspolitik und war gleichzeitig Mitglied des Nationalen Sicherheitsrates. Von 2002 bis 2004 war er Vertreter des Bundesministeriums für Landesverteidigung im Rat für Fragen der österreichischen Integrations- und Außenpolitik.

### Wissenschaftliche und sonstige Tätigkeiten
Er war von 1978 bis 1984 Leiter des Ludwig-Boltzmann-Instituts für Wissenschaftsforschung und von 1984 bis 1988 für Politische Soziologie, danach war er Berater. 1984 wurde er Lehrbeauftragter an der Universität Klagenfurt und 1987 an der Universität Graz, wo er 1999 zum Honorarprofessor für internationale Wirtschafts- und Sozialvergleiche ernannt wurde. Zudem war er Mitglied einer Kommission der Österreichischen Akademie der Wissenschaften. Reiter war Autor/Herausgeber zahlreicher politikwissenschaftlicher Bücher.
Reiter war Mitglied des International Institute for Strategic Studies (IISS) in London, Vizepräsident der österreichischen Gesellschaft für politisch-strategische Studien und Geschäftsführender Präsident des Central European Nations Cooperation in Peace Support (CENCOOP). Der United States Army Court of Military Review ernannte ihn zum Ehrenmitglied. Zudem war er länger Vorstandsmitglied der Internationalen Gesellschaft für Wehrrecht und Kriegsvölkerrecht und Herausgeber des Jahrbuchs für internationale Sicherheitspolitik.
Er war Präsident des Kulturvereins am Semmering.

### Politisches Engagement
Reiter war jahrelang Mitglied in der FPÖ und galt als liberaler Vordenker der Partei. Nach der Wahl Jörg Haiders brach er geistig mit seiner Partei. Trotzdem versuchte er über den Atterseekreis liberale Vorstellungen durchzusetzen. Von 1992 bis 2000 und von 2005 bis 2006 war er Präsident des FPÖ-nahen Liberalen Clubs in Wien. Er trat schließlich aufgrund der unaufhaltsamen Rechtsverschiebung aus der FPÖ aus, hielt sich aber gleichzeitig vom Liberalen Forum um Heide Schmidt fern. Stattdessen war er 2005 Gründungspräsident des Internationalen Instituts für Liberale Politik Wien (IILP), einem proeuropäischen Thinktank zur Förderung liberaler Politik.

## Auszeichnungen
- Ritter des königlich-schwedischen Nordsternordens

## Schriften (Auswahl)

### Monografien
- Programm und Programmentwicklung der FPÖ (= Österreichische Schriftenreihe für Rechts- und Politikwissenschaft. Band 5). Braumüller, Wien 1982, ISBN 3-7003-0323-8.
- mit Friedhelm Frischenschlager: Liberalismus in Europa (= Ex radice). Herold Verlag, Wien u. a. 1984, ISBN 3-7008-0248-X.
- Technikskepsis und neue Parteien. Politische Folgen eines „alternativen“ Technikbildes in Österreich (= Studien zu Politik und Verwaltung. Band 16). Böhlau, Wien u. a. 1987, ISBN 3-205-08904-9.
- Die Österreicher und ihr Bundesheer. Analyse einer Untersuchung über die Einstellung zu Fragen der Landesverteidigung (= Schriftenreihe zur politischen Kultur Österreichs. Band 3). Neuf, Wien 1987.
- Österreichische Sicherheits- und Verteidigungspolitik. Aufsätze und Essays (= Rechts- und sozialwissenschaftliche Reihe. Band 5). Lang, Frankfurt am Main 1993, ISBN 3-631-45549-6.
- Neutralität oder NATO. Die sicherheitspolitischen Konsequenzen aus der europäischen Aufgabe Österreichs (= Forschungen zur Sicherheitspolitik). Styria, Graz u. a. 1996, ISBN 3-222-12500-7.
- Perspektiven der globalen strategischen Entwicklung. Das Ende der Ordnung von Jalta. Mittler, Hamburg u. a. 2003, ISBN 3-8132-0811-7.

### Herausgeberschaften
- mit Andreas Mölzer: Zukunft europäisches Sicherheitssystem? (= Edition Themen). Stocker, Graz u. a. 1994, ISBN 3-7020-0684-2.
- Grenzen des Selbstbestimmungsrechts. Die Neuordnung Europas und das Selbstbestimmungsrecht der Völker (= Forschungen zur Sicherheitspolitik).  Styria, Graz u. a. 1997, ISBN 3-222-12511-2.
- Europas Sicherheitspolitik im globalen Rahmen (= Rechts- und sozialwissenschaftliche Reihe. Band 17). Lang, Frankfurt am Main u. a. 1997, ISBN 3-631-30819-1.
- Österreich und die NATO. Die sicherheitspolitische Situation Österreichs nach der NATO-Erweiterung (= Forschungen zur Sicherheitspolitik. Nr. 2). Styria, Graz u. a. 1998, ISBN 3-222-12618-6.
- Maßnahmen zur internationalen Friedenssicherung (= Forschungen zur Sicherheitspolitik. Nr. 3). Styria, Graz u. a. 1998, ISBN 3-222-12619-4.
- mit Gerald Schöpfer: Wirtschaft und Sicherheitspolitik (= Forschungen zur Sicherheitspolitik. Nr. 4). Styria, Graz u. a. 1998, ISBN 3-222-12749-2.
- Der Krieg um das Kosovo 1998/99. v. Hase und Koehler, Mainz 2000, ISBN 3-7758-1386-1.
- mit Heinz Gärtner: Small states and alliances. Physica Verlag, Heidelberg u. a. 2001, ISBN 3-7908-1403-2.
- Krisengebiete in Europa (= Forschungen zur Sicherheitspolitik. Band 5). Mittler, Hamburg 2001, ISBN 3-8132-0782-X.
- mit Reinhardt Rummel, Peter Schmidt: Europas ferne Streitmacht. Chancen und Schwierigkeiten der Europäischen Union beim Aufbau der ESVP (= Forschungen zur Sicherheitspolitik. Band 6). Mittler, Hamburg u. a. 2002, ISBN 3-8132-0787-0.
- mit Reinhard Selten: Zur Lösung des Kosovo-Konfliktes. Die Anwendung der Szenariobündelanalyse im Konfliktmanagement. Nomos, Baden-Baden 2003, ISBN 3-8329-0281-3.
- mit Peter Hazdra: The impact of Asian power on global development. With 7 tables. Physica Verlag, Heidelberg u. a. 2004, ISBN 3-7908-0092-9.
- mit Predrag Jureković: Bosnien und Herzegowina. Europas Balkanpolitik auf dem Prüfstand. Nomos, Baden-Baden 2005, ISBN 3-8329-1218-5.
- Sicherheitspolitische und strategische Aspekte eines Beitritts der Türkei zur Europäischen Union (= Politik aktuell. Band 2). Lit, Wien u. a. 2006, ISBN 3-8258-8690-5.
- Europa ohne Sicherheit? Chancen und Risiken einer europäischen Sicherheits- und Verteidigungspolitik (= Austria: Forschung und Wissenschaft, Politikwissenschaft. Band 3). Lit, Wien u. a. 2007, ISBN 978-3-8258-0314-8.
- Die Sezessionskonflikte in Georgien (= Schriftenreihe zur internationalen Politik. Band 1). Böhlau, Wien u. a. 2009, ISBN 978-3-205-78325-1.
- Der Krieg um Bergkarabach. Krisen- und Konfliktmanagement in der Kaukasus-Region (= Schriftenreihe zur internationalen Politik. Band 2). Böhlau, Wien u. a. 2009, ISBN 978-3-205-78404-3.
- Konfliktmanagement in Zentralasien (= Schriftenreihe zur internationalen Politik. Band 3). Böhlau, Wien u. a. 2010, ISBN 978-3-205-78565-1.
- Entwicklungsszenarien in Osteuropa – mit Schwerpunkt Ukraine (= Schriftenreihe zur internationalen Politik. Band 4). Böhlau, Wien u. a. 2011, ISBN 978-3-205-78709-9.
- Problemlage und Lösungsansätze im Transnistrienkonflikt (= Schriftenreihe zur internationalen Politik. Band 5). Böhlau, Wien u. a. 2012, ISBN 978-3-205-78842-3.